# Bataille de Guayabos
La bataille de Guayabos est livrée le 10 janvier 1815, pendant les guerres d'indépendance de l'Uruguay. Elle oppose les forces fédéralistes orientales sous les ordres de Fructuoso Rivera aux troupes centralistes ou unitaires de Buenos Aires et prend fin avec la défaite de ces dernières.

## Déroulement
Colonie espagnole, la Banda Oriental, approximativement l'Uruguay d'aujourd'hui, lutte pour son indépendance depuis 1811. Soutenus par la junte indépendantiste de Buenos Aires, les Orientaux, mettent une première fois le siège à Montevideo, mais une première expédition portugaise (1811-1812), accourue au secours des Espagnols, les contraint à abandonner leur projet.

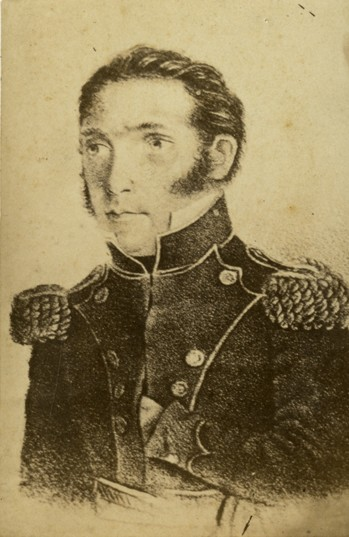
Manuel Dorrego

Les hostilités ne cessent pas pour autant et un second siège conduit à la capitulation de Montevideo le 20 juin 1814. C'est la fin de la domination espagnole dans la région du Rio de la Plata, mais ce n'est pas la fin de la guerre.
En effet, les relations entre Buenos Aires et les Orientaux commandés par José Gervasio Artigas, partisan d'un régime fédéral dans la région et hostile au principe du gouvernement centraliste prôné par la capitale argentine, avaient toujours été houleuses et parfois conflictuelles. Or, Buenos Aires décidant d'imposer son hégémonie, les alliés d'hier deviennent des adversaires. Les hostilités débutent rapidement, les premiers affrontements (Las Piedras le 25 juin 1814) étant favorables aux Porteños (habitants de Buenos Aires).
Le 10 janvier 1815, les deux armées se rencontrent à nouveau sur les rives du rio Guayabos ; cette fois les Orientaux, commandés par Fructuoso Rivera, remportent la victoire, infligeant une sévère défaite aux troupes de Manuel Dorrego.
À la suite de cette victoire, les Orientaux entrent dans Montevideo qu'évacuent les troupes de Buenos Aires le 25 février 1815 ; ils sont maîtres de l'intégralité du pays pour la première fois de leur histoire. Éphémère victoire cependant car les Portugais envahissent peu après à nouveau le pays et l'annexent au Brésil en 1821 sous le nom de province cisplatine après avoir battu les armées d'Artigas.